# Hypericum malatyanum
Hypericum malatyanum är en johannesörtsväxtart som beskrevs av Pesmen. Hypericum malatyanum ingår i släktet johannesörter, och familjen johannesörtsväxter. Inga underarter finns listade i Catalogue of Life.